# Cratere Chladni
Chladni  è il nome di un piccolo cratere lunare intitolato al fisico tedesco Ernst Chladni, situato vicino al margine nordoccidentale del Sinus Medii, nella parte centrale dell'emisfero lunare rivolto verso la Terra. A est si trova il più grande cratere Triesnecker.
Il bordo di questo cratere è approssimativamente circolare ed è connesso, tramite una bassa cresta, al bordo del cratere Murchison, situato a nord-ovest. Circa a metà delle pendici interne di Chladni vi è un piccolo terrazzamento.

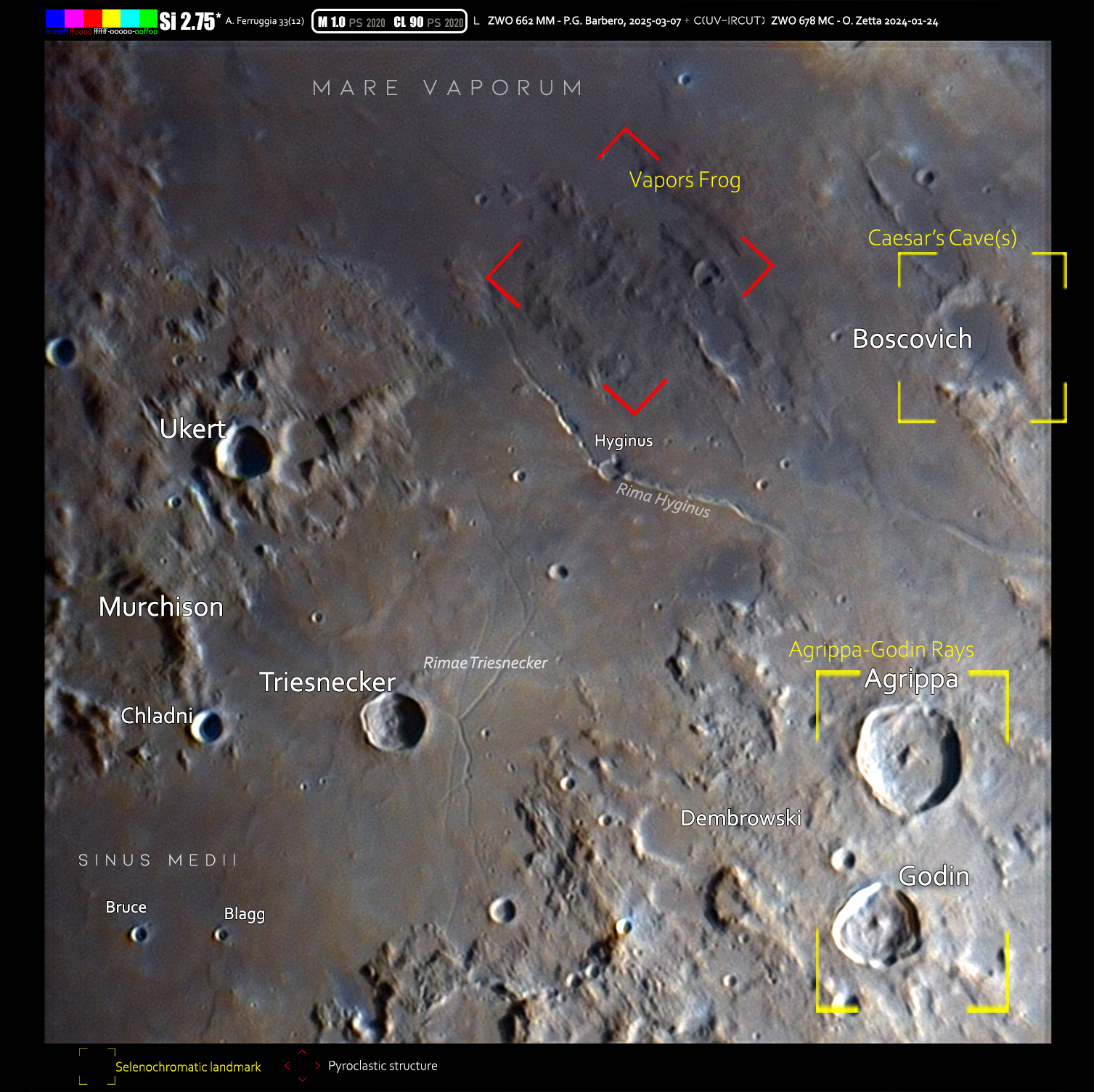
Area del cratere(in basso a sinistra) in formato Si